# التأثير الياباني

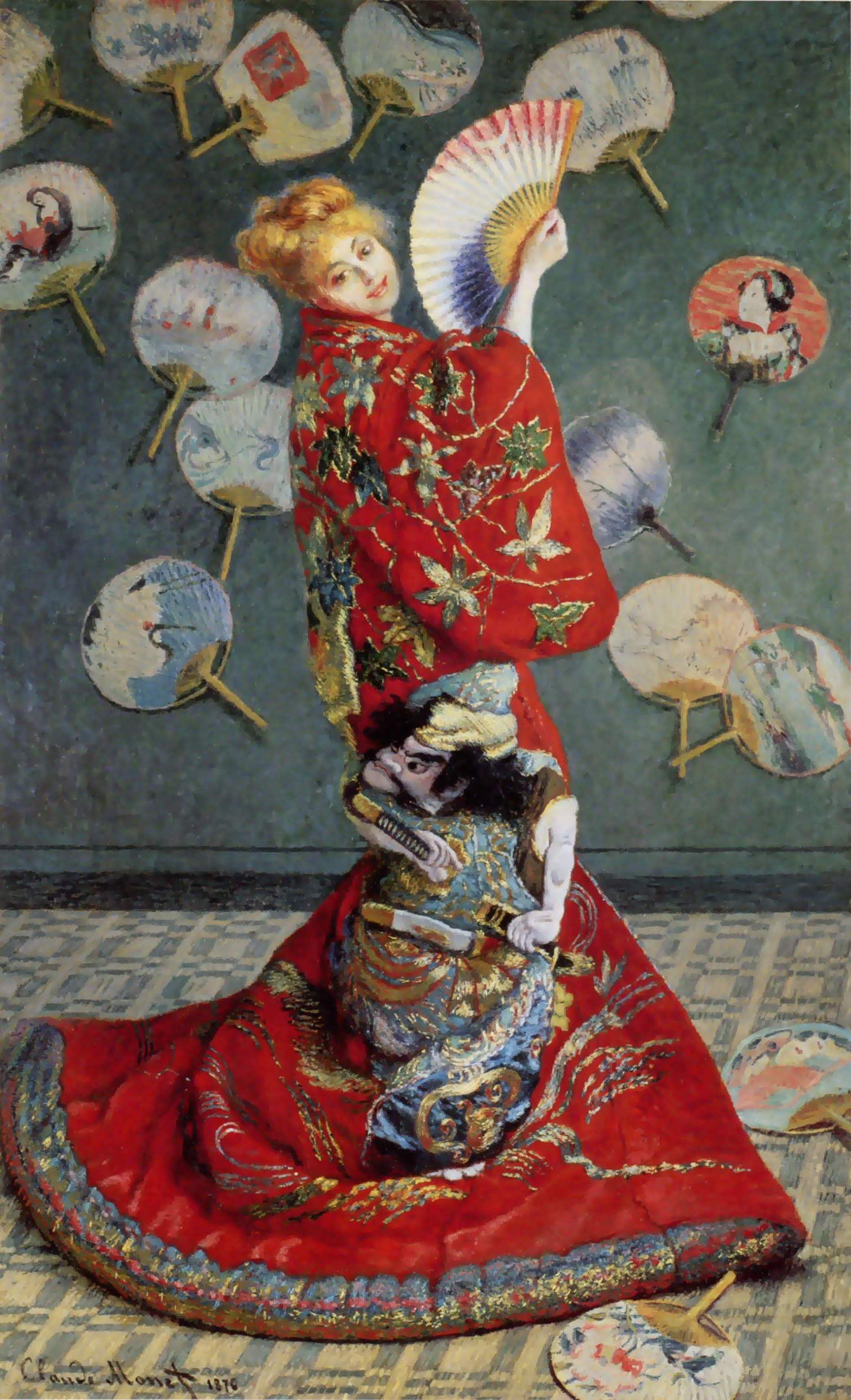
المدام مُونيه تَرْتَدِي الكَيْمُونو لوحة زيتية تعود لعام 1876 بريشة الرسام الانطباعي الفرنسي كلود مونيه. تصور أللوحة امرأة أوروبية ترتدي كيمونو أحمر تقف أمام جدار مزين بمراوح يابانية. متحف الفنون الجميلة في بوسطن.

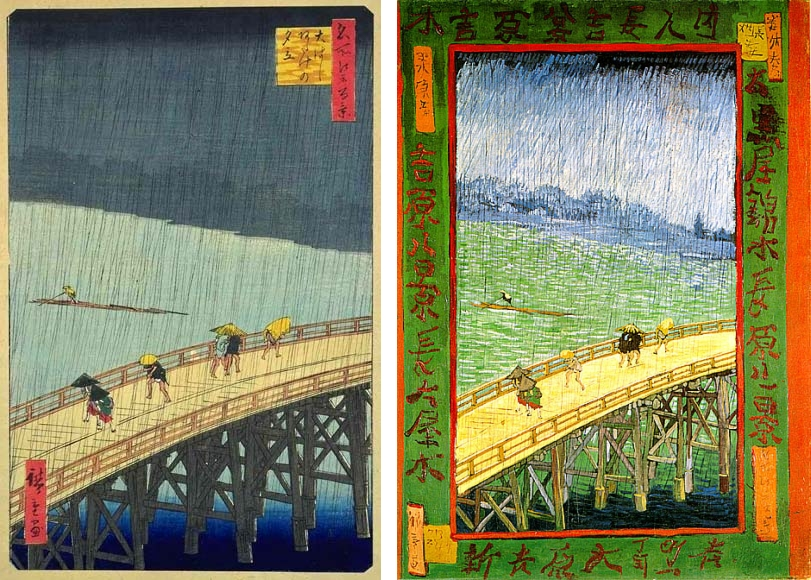
لوحة لفان كوخ من التأثير الياباني، محفوظة في أمستردام

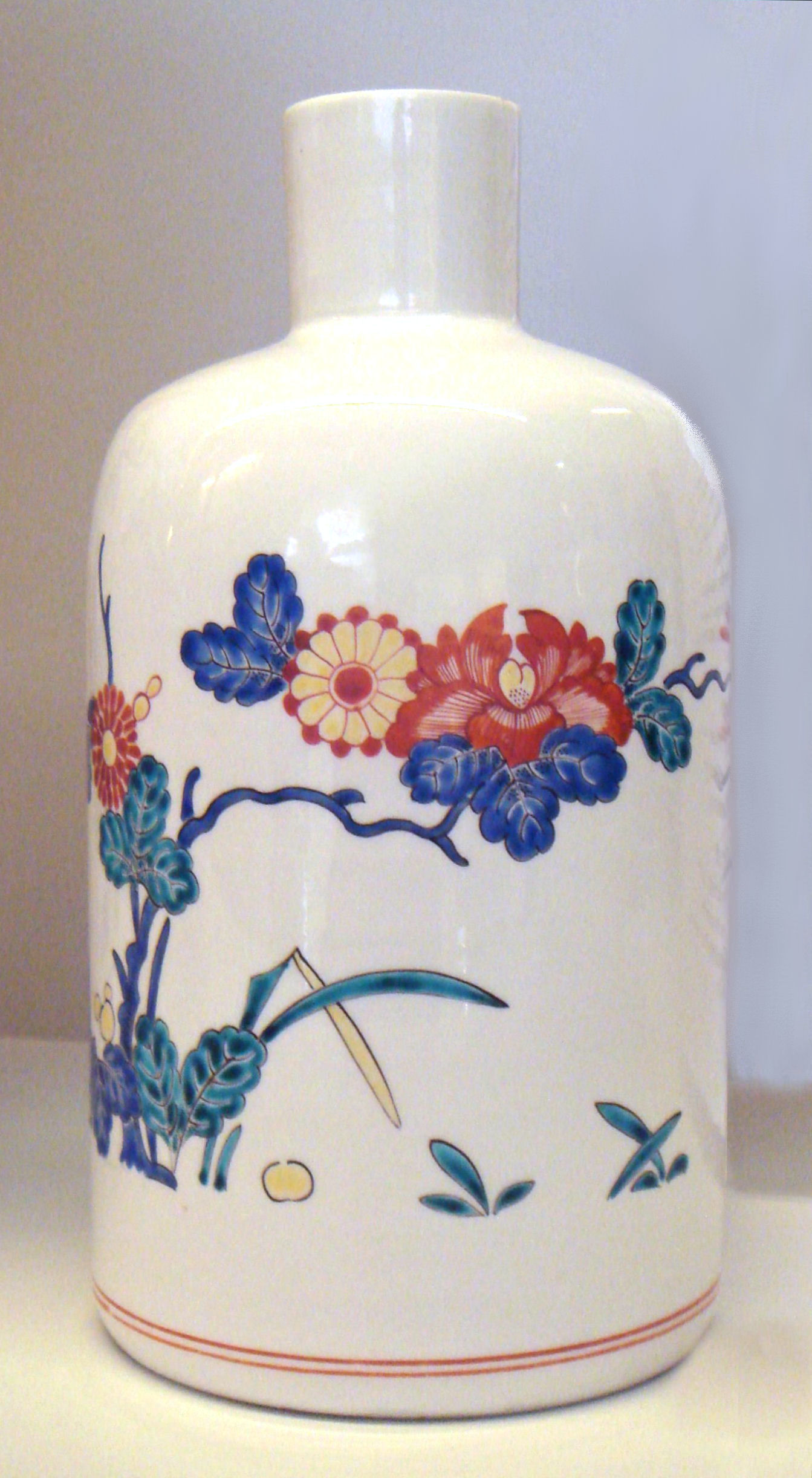
زجاجة بورسلان ياباني بين أعوام 1730 و 1735

التأثير الياباني (فن (بالفرنسية: Japonisme) هو تأثير الحضارة والفن الياباني على الفنانين والكتاب، الفرنسيين أولاً ومن ثم الغربيين. ويطلق على الفن الذي نتج عن هذا التأثير (اليابانية/ Japonesque).
في الربع الأخير من القرن التاسع عشر أصبح أوكييو-إه مصدراً جديداً للإلهام الرسامين والفنانين الانطباعيين الأوروبيين وهذا ما كان يسمى بـ الفن الجديد. وبفضل سلسلة من المقالات التي نشرت في عام 1872 لمجلة «النهضة الأدبية والفنية»، لجامع الأعمال الفنية فيليبب بورتي الذي أعطى اسماً لهذه الثورة: التأثير الياباني أو (اليابانية).

## تاريخ الفنون اليابانية
أول الأعمال الفنية اليابانية التي أثارت اهتمام بلدان أوروبا الغربية هي الخزف. في حين أن قصب السبق كان للسيراميك الصيني الذي كانت تستهدفه العائلات المالكة والأرستقراطية، وبعد سقوط سلالة مينغ وقف تصدير الخزف الصيني.

## اليابانية في فن الديكور
في عام 1851، قام الاخوين غونكور في مجلة لها بتصور غرفة المعيشة مزينة بإسلوب «الفن الياباني».واعتباراً من 1853 في الولايات المتحدة وعام 1855 في أوروبا، بدأ الانفتاح التدريجي للتجارة الدولية على اليابان وبدأت تتدفق إلى أوروبا العديد من الحاجيات والأشياء والتحف كـ: الشاشات، والمراوح، والخزف، وحبر الأختام... هذه الأشياء سلبت عقول الفنانين وهواة الفن الغربي.
في عام 1856، قام فيليكس براكيموند في ورشة عمل طابعة له، في رقم 171، من شارع سان جاك في باريس، بابتكار طريقة لاستنساخ الشخوص الحيوانية على الصحون الصينية، التي تحققت فعلياً في عام 1867، وسوف يصبح بالتالي أول فنان أوروبي لنسخ مباشرة الفنانين اليابانيين.

## اليابانية في الفنون الجميلة

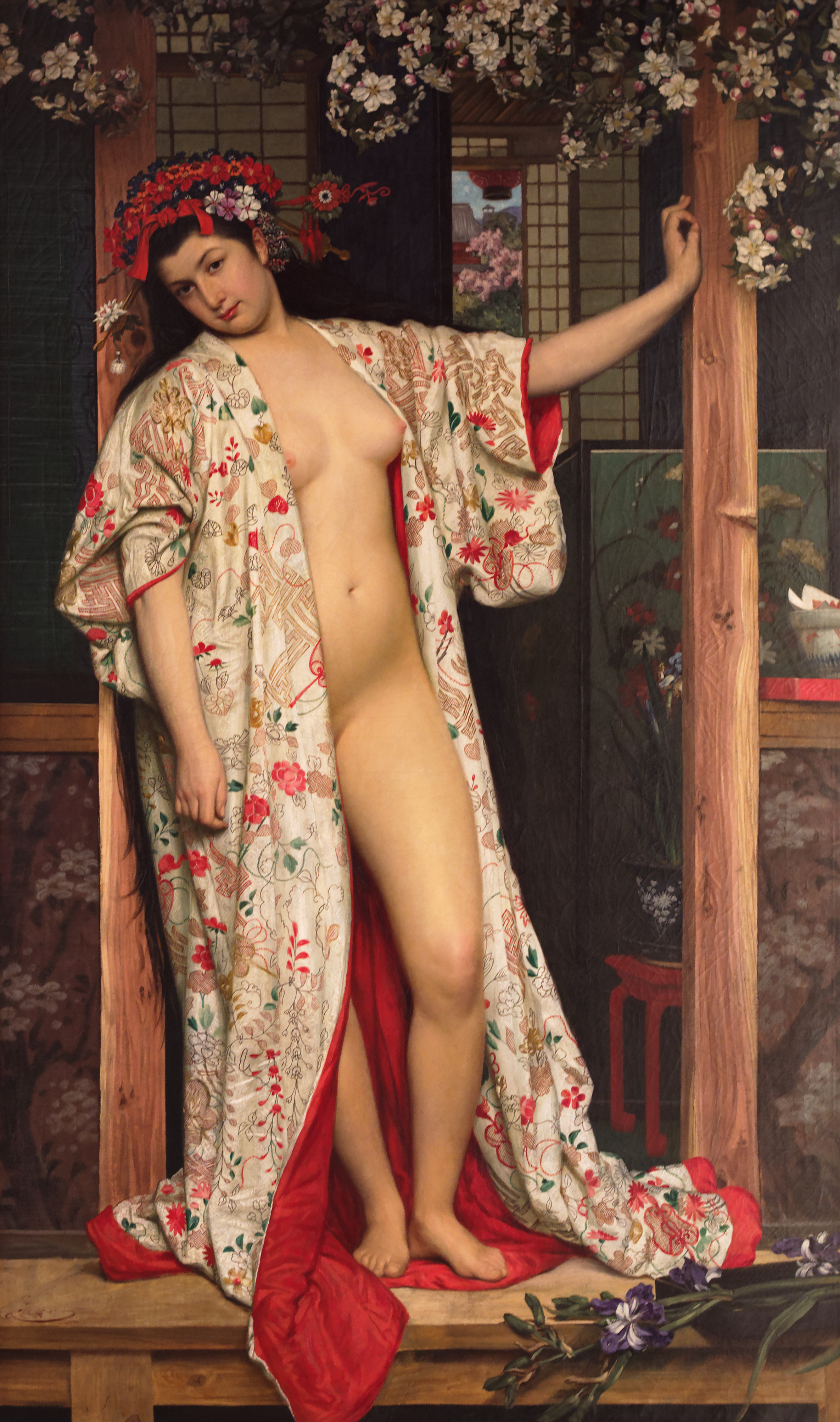
جيمس تيسو «يابانية في الحمام» من عام 1864 في متحف ديجون في فرنسا

كان الفنانون اليابانيون الرئيسيون الذين أثّروا في الفنانين الأوروبيين هم هوكوساي، هيروشيغه وكيتاغاوا أتامارو، وهم معلروفون بشكل قليل جداً في اليابان، لإنتاج الفن يعتبر الضوء وشعبية من قبل النخب اليابانية في ذلك الوقت.